# Добжица (гмина)
Добжица (пол. Dobrzyca) — сельская гмина (волость) в Польше, входит как административная единица в Плешевский повет, Великопольское воеводство. Население — 8470 человек (на 2006 год).

## Соседние гмины
1. Гмина Кротошин
2. Гмина Рашкув
3. Гмина Роздражев
4. Гмина Козмин-Велькопольски
5. Гмина Яроцин
6. Гмина Котлин
7. Гмина Плешев